# Otto Wilhelm Christian von Schack
Otto Wilhelm Christian von Schack bzw. Otto Wilhelm Christoph von Schack (* 1731 in Maastricht; † 6. Januar 1781 in Stettin) war Chef eines preußischen Freibataillons (F 11) im Siebenjährigen Krieg und später Oberst und Regimentskommandeur.

## Leben

### Herkunft
Seine Eltern waren der holländische Generalleutnant Otto Friedrich von Schack (1670–1751) und dessen Ehefrau Levine Rebekka von Wintzingerode, Tochter des Kurmainzer Generalmajors Wasmuth Levin von Wintzingerode.

### Militärkarriere
Schack wurde 1752 Kornett der Grade zu Pferde in Holland. Während des Siebenjährigen Krieges verließ er den Holländischen Dienst und ging zur Preußischen Armee. Dort wurde er am 29. Dezember 1759 (Patent vom 29. Mai 1759) als Kapitän und Kompaniechef in dem Freibataillon (F 8) des Quintus Icilius angestellt. Am 26. Dezember 1760 wurde er zum Major befördert und erhielt die Genehmigung ein eigenes Freibataillon zu bilden. Mit diesem kämpfte er in den Schlachten von Zorndorf, Hochkirch und Freiberg, ferner in den Gefechten von Weissenburg, Hartmannsdorf und Freyberg. Am Ende des Krieges wurden die Einheiten aufgelöst, einige aber in preußische Dienste übernommen. So kam Schack zunächst als Major in das Infanterieregiment „Queis“. Er wurde am 20. Mai 1777 Oberstleutnant (Patent vom 2. Juni) sowie am 20. Mai 1773 Oberst und Regimentskommandeur. Im Jahr 1780 wurde er dann pensioniert und starb am 6. Januar 1781 nach fünftägiger Krankheit.

### Familie
Er war mit der Holländerin Charlotte Sophie von Pöllitz († 24. Juni 1804) verheiratet.  Das Paar hatte folgende Kinder:
- Heinrich Otto (* 20. November 1755; † 17. November 1815), preußischer Oberst

⚭ März 1784 Auguste Eleonore Friederike von Loewenclau († 18. November 1800)
⚭ 16. Februar 1801 Marianne Helena Auguste von Busse (* 28. September 1770; † 3. Januar 1835), verwitwete Fehrentheil-Gruppenberg
- Heinrich Christoph (* 1762; † vor 1780)
- Wilhelmine Dorothea Charlotte (* 25. Februar 1764; † 7. Februar 1829) ⚭ 1779 Johann Siegismund Ernst Christoph von Ploetz, Erbherr auf Krakow
- Amalie Friedrike Karoline (* 19. Februar 1766; † 24. Juni 1854) ⚭ Christian Adolf Bogislaw von Flemming (* 21. Dezember 1768; † 9. Juni 1833) Majoratsherr der Herrschaft Bukow.